# エド・オバノン
エド・オバノン（Edward Charles O'Bannon, Jr. 1972年8月14日- ）はカリフォルニア州ロサンゼルス出身の元バスケットボール選手。UCLA時代は、"Ed-O"と呼ばれるスター選手だった。しかしNBA入り後の活躍は人々の期待通りではなかった。ポジションはスモールフォワード。彼の弟のチャールズ・オバノンもUCLAを経た後、デトロイト・ピストンズでプレイし、日本のトヨタ自動車アルバルクなどでもプレーした。

## 経歴
彼はハイスクール時代、マクドナルド・オールアメリカンに選抜された。
UCLAに進学した彼は1995年のNCAAトーナメントトーナメント決勝で30得点、17リバウンドを記録してチームの優勝に貢献した。そのシーズン彼は1試合あたり20．4得点、シュート成功率53.3%、3ポイントシュート成功率43.3%、8.3リバウンドをマークしてジョン・ウッデン賞、オスカー・ロバートソントロフィーを獲得した。彼の大学時代の背番号31番は永久欠番となっている。
1995年のNBAドラフトで1巡目全体9位でニュージャージー・ネッツに指名された。しかし、彼はNBAのフォワードとしては小さすぎて、ガードとしては遅すぎた。ネッツでプレイした最初の2シーズンは1試合あたり6.2得点、4．2得点に終わった。ダラス・マーベリックスにシーズン途中移籍したが輝きを見せることはなく、オフシーズンにデレック・ハーパーと共にオーランド・マジックにトレードに出されるが、シーズン開幕前の9月24日にカットされた。現在彼はNBAドラフト史上最も期待外れに終わった選手の1人と考えられている。
NBAでプレイした後、彼はイタリア、スペイン、ギリシャ, アルゼンチン、ポーランドなどでプレイした。彼はひざの手術を受けた後、新しくできる中国プロバスケットボールリーグでのトライアウトを受けていた。しかしモチベーションが上がらず引退をついに決意した。
彼はUNLVで学士の学位を修めている。彼は現在ラスベガスに妻と子供と住み、車のセールスをしており、選手としても、コーチとしても返り咲くつもりはないことを告白している。